# Mladost skolsporthall
Mladost skolsporthall (kroatiska: Školska športska dvorana Mladost) är en kulturmärkt sporthall i Karlovac i Kroatien. Den är belägen i strax väster om floden Korana i stadsdelen Rakovac. Sporthallen invigdes år 1967 och är Karlovacs största och främsta idrottsarena. Den har 2 000 sittplatser och kapacitet för 4 000 personer.

## Historia
I december 1965 tillkännagav dåvarande Karlovacs kommun en anbudsinfordran för utformning och konstruktion av ett nytt sport- och rekreationskomplex vid floden Koranas västra sida. Rekreationskomplexets centrala del, en sporthall, skulle ha en inomhus- och utomhusbassäng, ishockeybana och läktare. Det ursprungliga anbudet kompletterades med mer utrymme för sociala aktiviteter samt permanenta och tillfälliga utställningar. Tidsfristen för att utarbeta ett förslag var relativt kort. Tio projekt mottogs och den ansvariga juryn accepterade förslaget från den lokala arkitektbyrån Projektni biro "AGI-46". Idén till det nya rekreationskomplexet hade utarbetats av arkitekterna Frane Dulčić, Slavko Jelinek och Stjepan Krajač. Juryn ansåg att detta förslag bäst motsvarade de kriterier och krav som ställts i anbudet, nämligen kostnadseffektivitet, funktionalitet, urbanistisk integration i stadsmiljön och arkitektoniskt värde. Uppförandet av byggnaden inleddes i maj 1966 och den 21 oktober 1967 invigdes den nya sporthallen.
Mladost skolsporthall har bland annat sått värld för världsmästerskapet i basket för herrar 1970 och 1975.

## Beskrivning
I sporthallen utövas bland annat volleyboll, basket, handboll, inomhusfotboll, inomhustennis och kampsporter. Sporthallens yta (110 kvadratmeter) möjliggör större evenemang såsom konserter, mässor och liknande. Inom rekreationskomplexet finns utrymmen och lokaler för aktiviteter såsom gymnastik, aerobics och pilates. Utöver dessa faciliteter finns även ett gym, mötesrum, klinik för fysioterapi och restaurang.